# Альфаро
Альфаро (ісп. Alfaro) — місто і муніципалітет в Іспанії, у складі автономної спільноти Ла-Ріоха. Населення — 9883 осіб (2009).
Місто розташоване на відстані близько 260 км на північний схід від Мадрида, 65 км на південний схід від Логроньйо.

## Демографія
Динаміка населення (INE ):

## Галерея зображень

Розташування муніципалітету
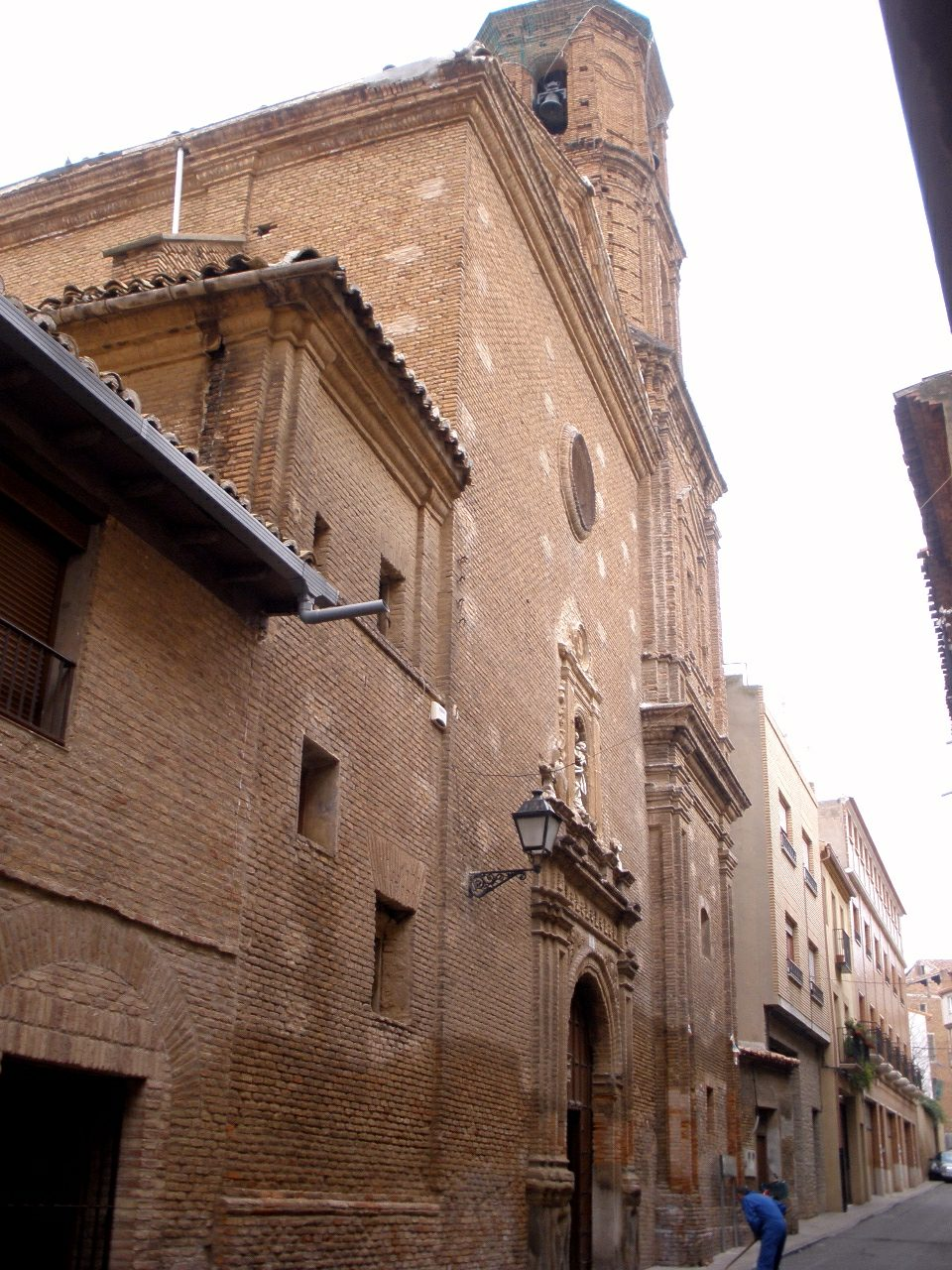
Церква Нуестра-Сеньйора-дель-Бурго

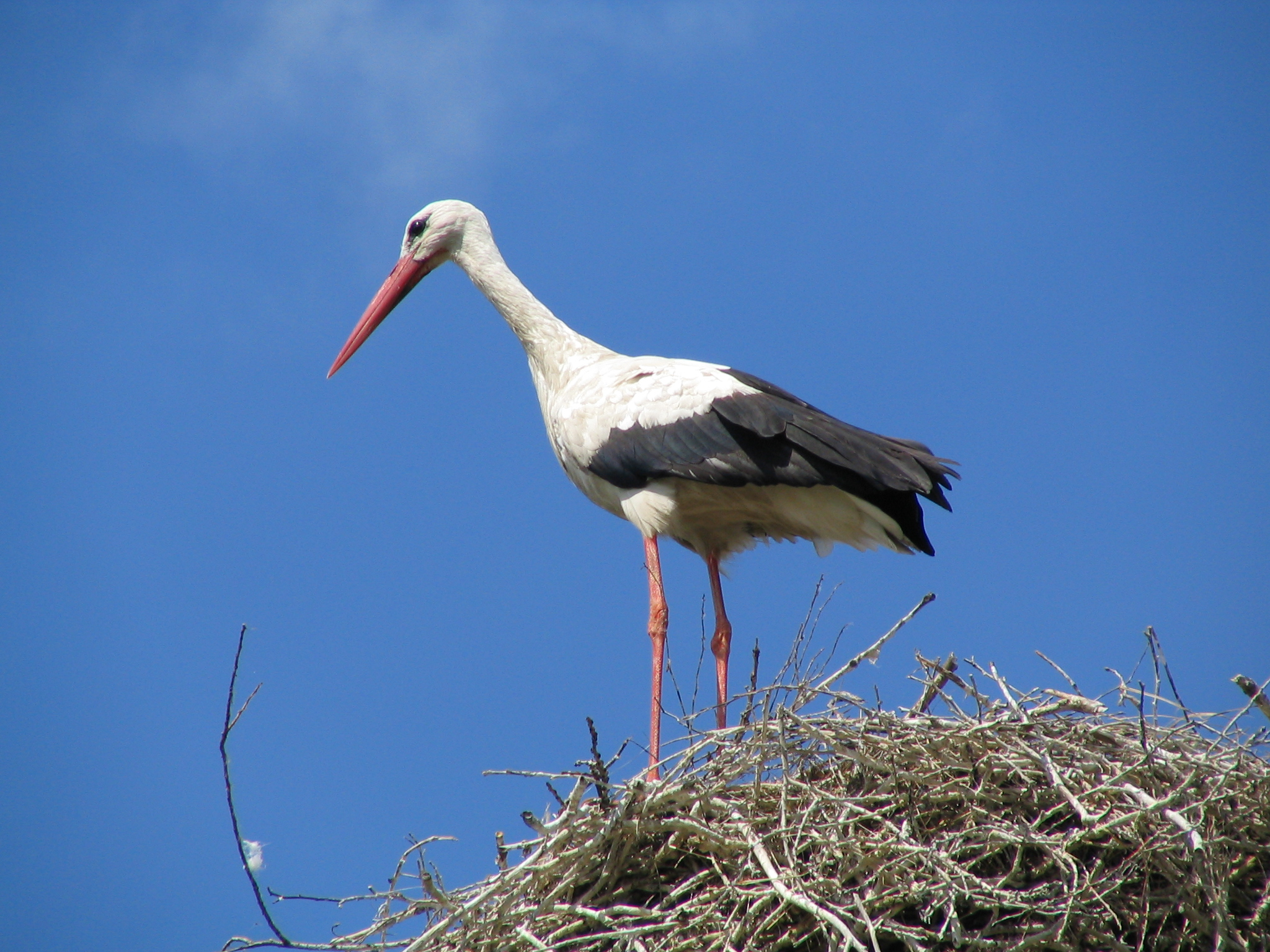